# Andante for firhændigt orgel
Andante for firhændigt orgel is een compositie van Niels Gade. Hij componeerde het werk tijdens een zomervakantie in Kongens Lyngby, alwaar wel een kerk stond. Het is binnen het repertoire voor orgel een eigenaardigheidje; het is geschreven voor de quatre-mainsvariant; de pedalen van het orgel hoeven niet gebruikt te worden (senza pedale). Hij rondde het werk af op 17 augustus 1874. Of het daarna nog gespeeld is, is onbekend. Het bleef uitsluitend in manuscriptvorm bewaard. Omdat vierhandig orgel spelen niet altijd mogelijk is, verscheen later een versie voor één organist.
Er zijn in 2013 minstens twee opnamen verkrijgbaar en in 2012 werd het gespeeld tijdens een Bachfestival in Chicago.